# Валентин Воднік

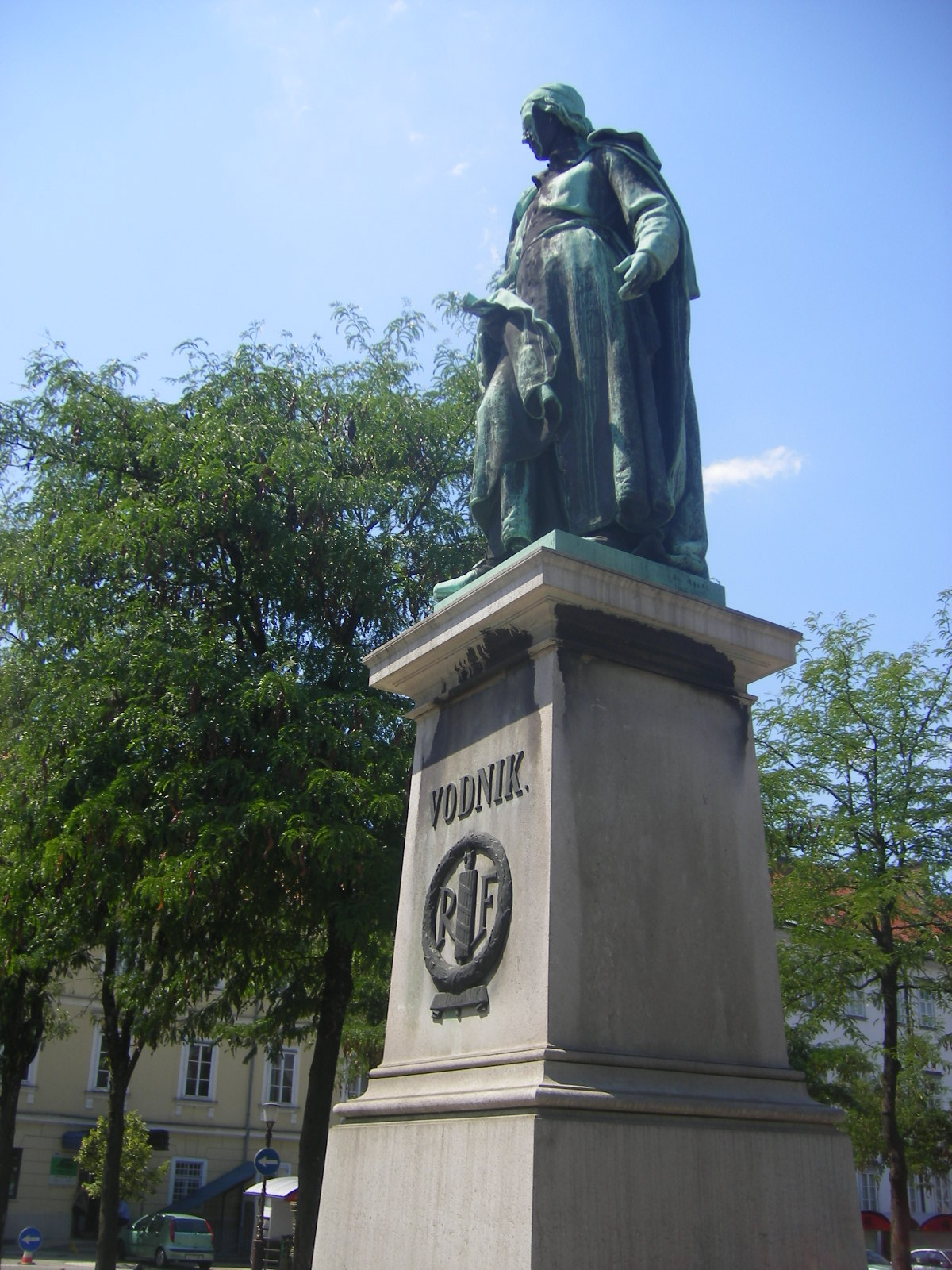
Статуя Валентина Водніка, площа Водніка, Любляна

Валентин Воднік (3 лютого 1758, Згорня Шишка — 8 січня 1819, Любляна) — словенський поет і публіцист, відповідальний за запровадження словенської мови у всі типи шкіл Крайни.

## Життєпис
Він народився в селі Згорня Шишка, яке сьогодні є частиною Любляни. В Любляні закінчив початкову та середню школу. Згодом він у францисканських монастирях готувався до священичого покликання . Служив священиком з 1784 в Сорі, з  1785 по 1788 рік в Бледі, потім до 1792 р в Рибніці, де він познайомився з Жигою Зойсом, який допоміг йому повернутися до Любляни, де з осені 1798 р. вфн обіймав посаду професора гімназії.
Під впливом Марка Похліна він зацікавився рідною мовою і близько 1775 року почав писати вірші словенською. Його перші вірші — Zadovolni Krajnc та Pesma na moje rojake — були опубліковані у збірнику Марка Похліна Pisanice . В  1806 р. Воднік видав першу збірку словенських віршів — Pesme za pokušino, за якою незабаром вийшла збірка Pesmi za brambovce . Творчість Водніка була проста, нескладна та з патріотично- сатиричним відтінком. Воднік також у  1797—1800 роках видавав першу газету словенською — Lublanske novice .
Після створення Іллірських провінцій Воднік став радником французької влади та його симпатії до Французів висловив в 1809 році в пафосному вірші Ilirija oživljena (Воскресла Іллірія). Пізніше його ставлення дозволило потрапити словенській до крайнських шкіл.
В 1811 р. він опублікував першу словенську граматику словенською мовою — Pismenost ali gramatika se perve shole, попередні твори були написані латинською або німецькою.
ВІдразу після відновлення австрійського панування над колишніми Іллірськими провінціями, Воднік був достроково звільнений і вилучений з громадського життя. Він помер у Любляні того ж року, що і його прихильник Жига Зойс, до кола інтелектуалів якого він належав.
На додаток до першої граматики словенською мовою (1811), він був автором Abeceda in azbuka (1812), кулінарної книги Kuharske bukve (1799) та довідника для акушерок Babištvo ali porodničarski vuk (1818).
З нагоди 250-річчя з дня народження Водніка в 2008 році Банк Словенії випустив ювілейну золоту монету номіналом в сто євро та срібну монету номіналом в тридцять євро.